# Капский лев
Капский лев (лат. Panthera leo melanochaitus) — вымерший подвид львов. Капские львы жили на юге африканского континента. Они были не единственным подвидом львов, обитавшим на территории ЮАР, точный ареал их ещё не до конца установлен. Встречались в Капской провинции в окрестностях Кейптауна. Последний капский лев был убит в 1858 году.
Как и в случае с барбарийским львом (Panthera leo leo), различные лица и учреждения утверждают, что являются владельцами уцелевших капских львов. В 2000 году возможные экземпляры были найдены в неволе в России и привезены для размножения в ЮАР. Однако достоверно различать возможных капских львов от иных длинногривых львов, находящихся в неволе, невозможно. Львы в неволе, если и являются потомками капских львов, то только частично, и имеют примеси других подвидов.

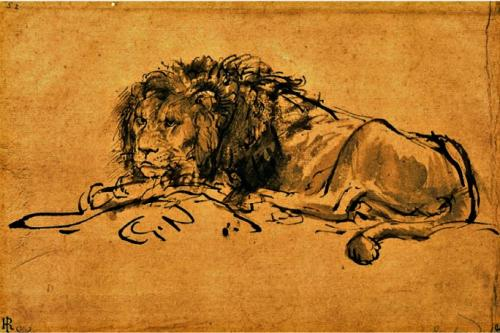
Рисунок Рембрандта

Для самцов капских львов была характерна длинная грива, распространявшаяся за плечи и покрывавшая в том числе и живот, а также заметные чёрные кончики ушей. Однако сегодня известно, что на величину и цвет гривы влияют разные внешние факторы, среди которых и температура окружающей среды. Результаты исследования ДНК капских львов не поддерживают статус капского льва как отдельного подвида. Возможно, что капский лев был лишь наиболее южной популяцией трансваальского льва (Panthera leo krugeri).